# دنیس ویلسون
دنیس ویلسون (انگلیسی: Dennis Wilson; ۴ دسامبر ۱۹۴۴ – ۲۸ دسامبر ۱۹۸۳) یک موسیقی‌دان اهل ایالات متحده آمریکا بود. وی بین سال‌های ۱۹۶۱ تا ۱۹۸۳ میلادی فعالیت می‌کرد.